# 武部欽一

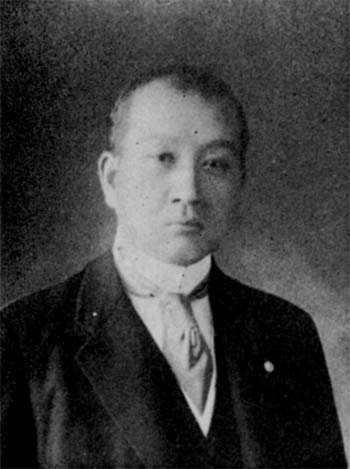
武部欽一

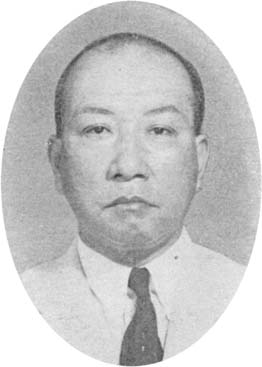
武部欽一

武部 欽一（たけべ きんいち、1881年（明治14年）4月25日 - 1955年（昭和30年）8月2日）は、日本の文部官僚。教育者。

## 経歴
金沢市出身。旧制第四高等学校を経て、1908年（明治41年）に東京帝国大学法科大学独法科を卒業し、翌年に山口県事務官に任官した。1911年（明治44年）、文部省参事官に転じ、宗教局長、実業学務局長、普通学務局長、資源局参与を歴任した。1929年（昭和4年）、朝鮮総督府学務局長に就任。再び文部省普通学務局長を務めた後、1934年（昭和9年）に広島文理科大学学長・教授に就任するが、数日で辞任を余儀なくされた。
その後、日本青年館理事、帝国教育会専務理事、社会教育協会理事、共立女子学園理事、東京帝国大学講師、慶應義塾大学講師を務めた。
1951年（昭和26年）からは東京家政学院短期大学の学長・理事長を務めた。

## 親族
- 父・武部直松 (1851-) ‐ 東京帝国大学書記官兼学生監。金沢藩士・武部守衛の長男。金沢医学校五等教師、石川県専門学校校長、第四高等学校 (旧制)幹事兼教師、文部省視学官を経て帝国大学へ転任。[6]
- 弟 武部六蔵（秋田県知事・満州国総務長官）
- 相婿・武村清 ‐ 佐香ハルの弟。新京工業大学学長。

## 栄典
- 1933年（昭和8年）2月6日 - 勲二等瑞宝章[7]

## 著作
著書
- 『日本教育行政法論』 日本学術普及会〈教育講座〉、1916年10月
- 『勤労学校とはどんなものか』 社会教育協会〈社会教育パンフレツト〉、1926年9月
- 『ペスタロツチと勤労学校』 社会教育協会〈社会教育パンフレツト〉、1927年5月
- 『勤労教育』 隆文館、1929年7月
- 『教育者の生活安定と互助の精神』 全国教員互助会聯合会〈全国教員互助会聯合会パンフレツト〉、1937年2月

## 関連文献
- 「次官局長中の主要人物」（藤原喜代蔵著 『明治大正昭和 教育思想学説人物史 第四巻 昭和前期篇』 日本経国社、1944年6月 ／ 湘南堂書店、1980年9月復刻版）

| 公職                         | 公職                                       | 公職          |
| ---------------------------- | ------------------------------------------ | ------------- |
| 先代 松浦鎮次郎 局長事務取扱 | 朝鮮総督府学務局長 1929年 - 1931年         | 次代 牛島省三 |
| 学職                         |                                            |               |
| 先代 （新設）                | 東京家政学院短期大学長 1951年 - 1955年     | 次代 藤本万治 |
| その他の役職                 |                                            |               |
| 先代 田代穣                  | 学校法人東京家政学院理事長 1951年 - 1953年 | 次代 広瀬久忠 |
| 先代 戸田貞三                | 東京家政専門学校長 1951年                  | 次代 （廃止） |